# Xanthopachys
Xanthopachys là một chi bọ cánh cứng trong họ Chrysomelidae.
Chi này được miêu tả khoa học năm 1864 bởi Baly.

## Các loài
Chi này gồm các loài:
- Xanthopachys atrosanguinea Bechyne & Springlova de Bechyne, 1976